# マフムド・ダフード
マフムド・ダフード（Mahmoud Dahoud、アラビア語でのつづりと発音は محمود داوود マフムード・ダーウード ならびに محمود داهود マフムード・ダーフード の両方がメディアで使われている 、 1996年1月1日-）は、シリア・ハサカ県アムダ出身のサッカー選手。ブンデスリーガ・アイントラハト・フランクフルト所属。ポジションはミッドフィールダー。シリア系ドイツ人で年代別代表ではドイツ代表でプレーしている。

## 経歴
1995年に誕生、翌年にドイツに移住。2010年にフォルトゥナ・デュッセルドルフからボルシア・メンヘングラートバッハに加入した。2014年8月に7-0で勝利したヨーロッパリーグのプレーオフであるFKサラエヴォとの試合でデビューした。
2015年9月23日にはグラートバッハで2試合目のスターティングメンバーとして出場したFCアウクスブルク戦でブンデスリーガ初ゴールを記録した。
2015年9月30日に行われたチャンピオンズリーグのマンチェスター・シティ戦では10個のインターセプションを記録し、この試合で最もボール奪取した選手となった。
2017年3月30日、2017-18シーズンからボルシア・ドルトムントへ加入することが発表された。移籍金は非公表。2021年7月には2023年までの契約延長に合意した。
2023年6月16日、2023-24シーズンからブライトン・アンド・ホーヴ・アルビオンFCへ加入することが発表された。契約満了に伴うフリー移籍。
2024年2月1日、VfBシュトゥットガルトにレンタル移籍した。2024年5月18日、期限付き移籍期間満了でシュトゥットガルトを退団、ブライトンへ返却すされることが発表された。

## 個人成績
| 所属クラブ             | シーズン | リーグ         | リーグ戦 | リーグ戦 | カップ戦 | カップ戦 | UEFA主催 | UEFA主催 | その他 | その他 | 合計 | 合計 |
| 所属クラブ             | シーズン | リーグ         | 出場     | 得点     | 出場     | 得点     | 出場     | 得点     | 出場   | 得点   | 出場 | 得点 |
| ---------------------- | -------- | -------------- | -------- | -------- | -------- | -------- | -------- | -------- | ------ | ------ | ---- | ---- |
| ボルシアMG             | 2014–15  | ブンデスリーガ | 1        | 0        | 0        | 0        | 1        | 0        | -      | -      | 2    | 0    |
| ボルシアMG             | 2015–16  | ブンデスリーガ | 32       | 5        | 3        | 0        | 6        | 0        | -      | -      | 41   | 5    |
| ボルシアMG             | 2016–17  | ブンデスリーガ | 28       | 2        | 0        | 0        | 7        | 0        | -      | -      | 35   | 2    |
| ボルシア・ドルトムント | 2017–18  | ブンデスリーガ | 23       | 0        | 3        | 0        | 7        | 0        | 1      | 0      | 34   | 0    |
| ボルシア・ドルトムント | 2018–19  | ブンデスリーガ | 14       | 1        | 3        | 0        | 5        | 0        | -      | -      | 22   | 1    |
| ボルシア・ドルトムント | 2019–20  | ブンデスリーガ | 12       | 0        | 0        | 0        | 2        | 0        | -      | -      | 14   | 0    |
| ボルシア・ドルトムント | 2020–21  | ブンデスリーガ | 21       | 1        | 4        | 0        | 6        | 1        | 1      | 0      | 32   | 2    |

## タイトル

### クラブ
ボルシア・ドルトムント
- DFLスーパーカップ：1回 (2019)
- DFBポカール：1回 (2020-21)

### 代表
- UEFA U-21欧州選手権（2017年）

## 代表歴

### 出場大会
- U-21ドイツ代表
  - 2017年 - UEFA U-21欧州選手権（優勝）